# 真烏賊
（俗名乌鱼、墨鱼、乌子、针墨鱼）是乌贼目乌贼科乌贼属的一种。主要分布于新加坡、韩国、中国大陆、台湾，已逐渐被人工饲养。

## 分布
分布在渤海、黄海、东海、南海。